# Alcazaba (Málaga)

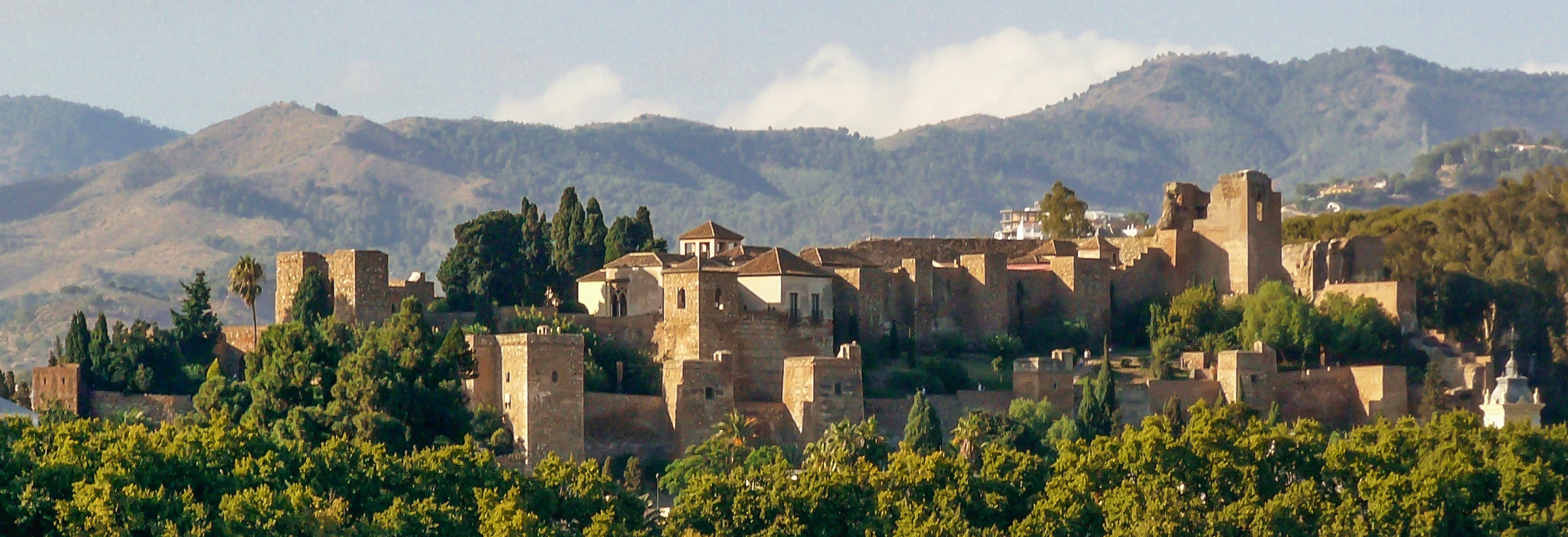
Alcazaba von Málaga, Andalusien, Spanien

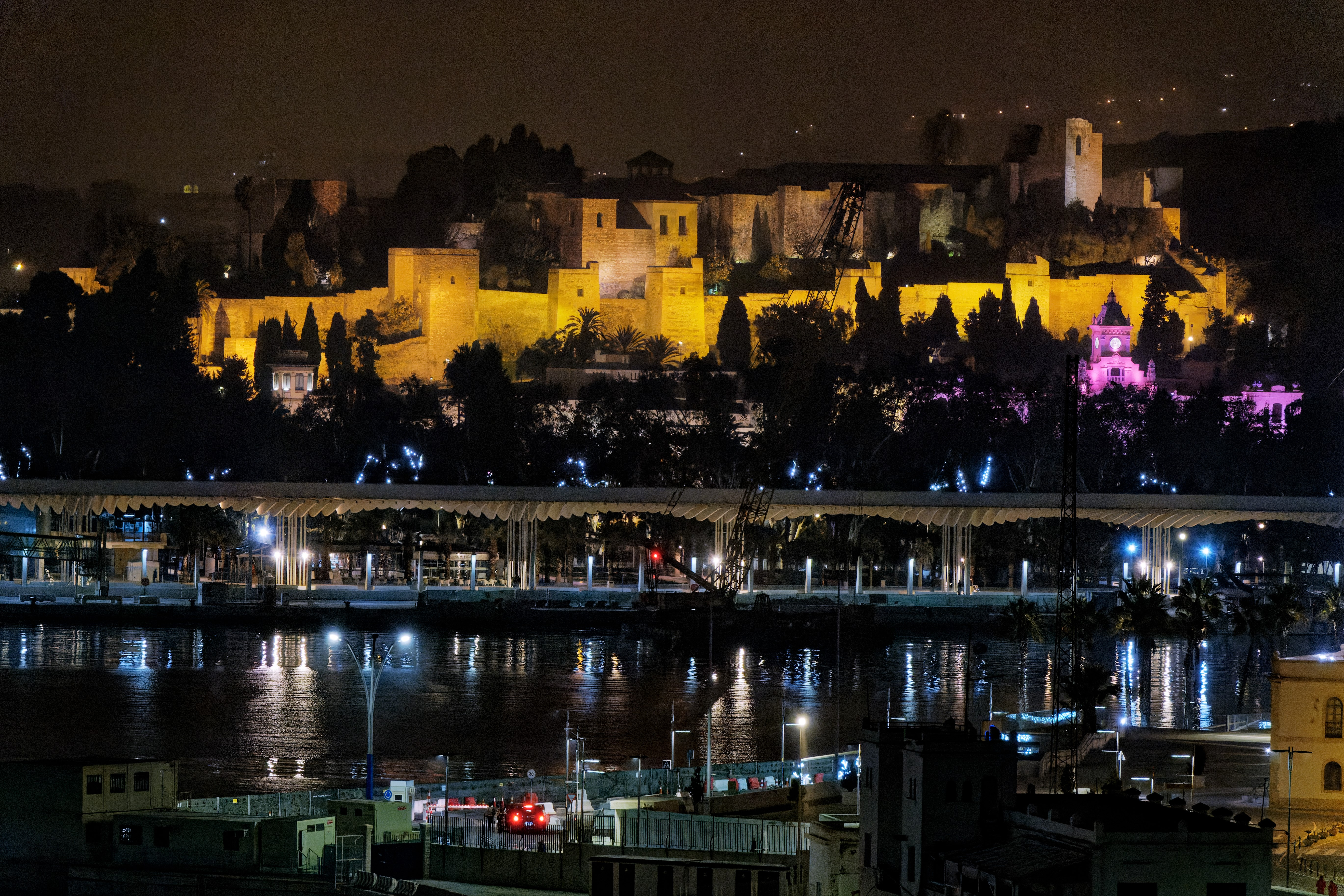

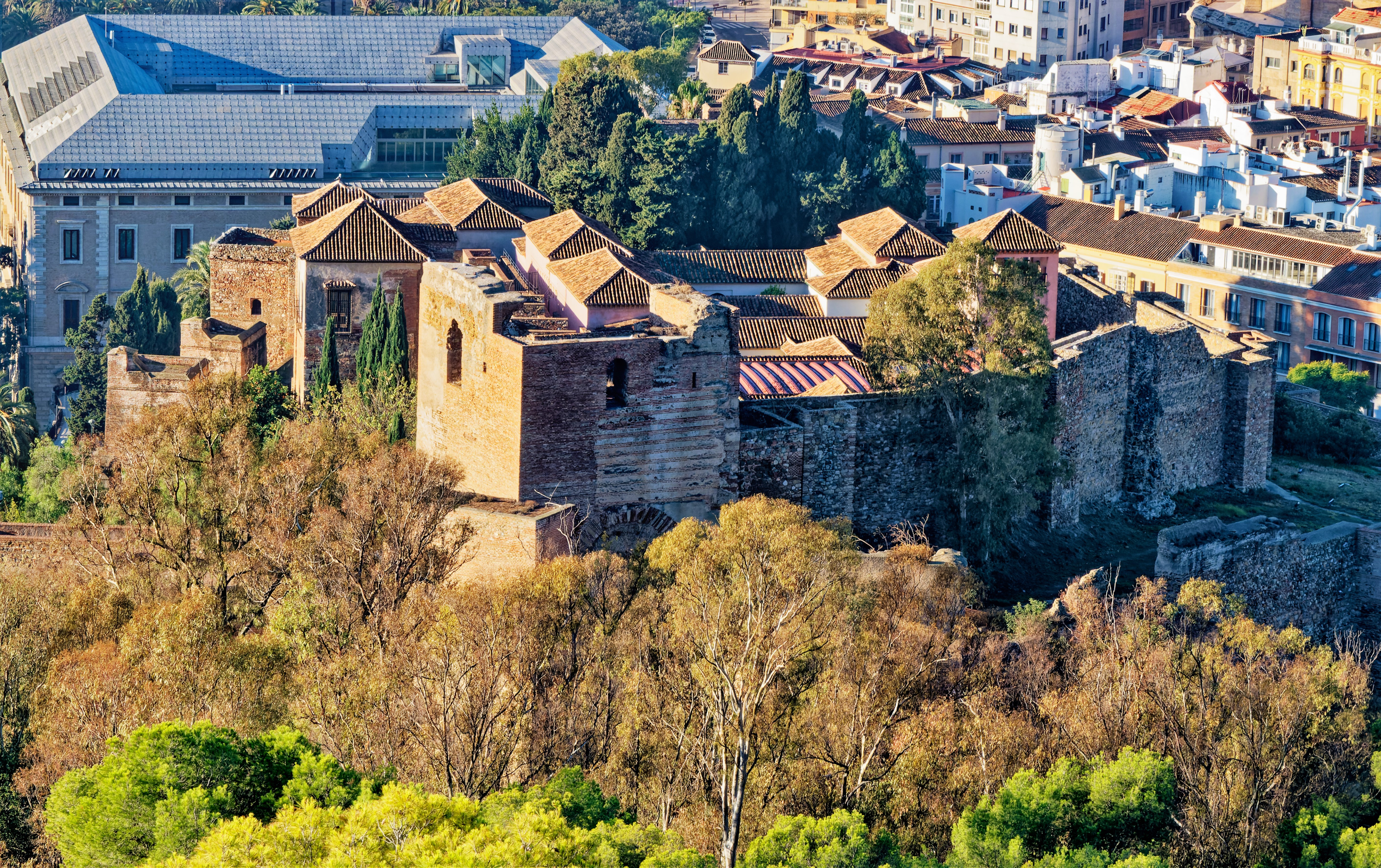

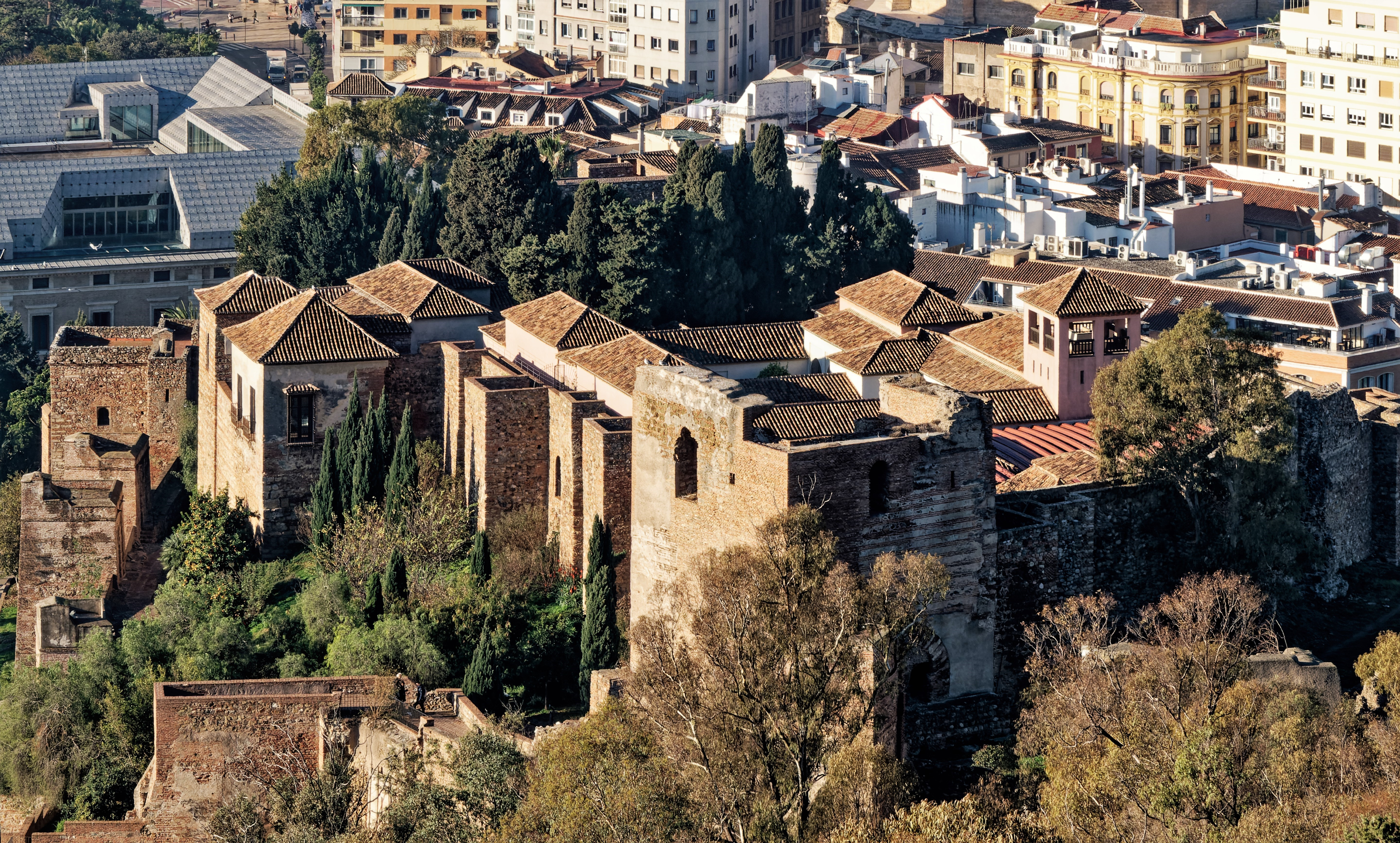

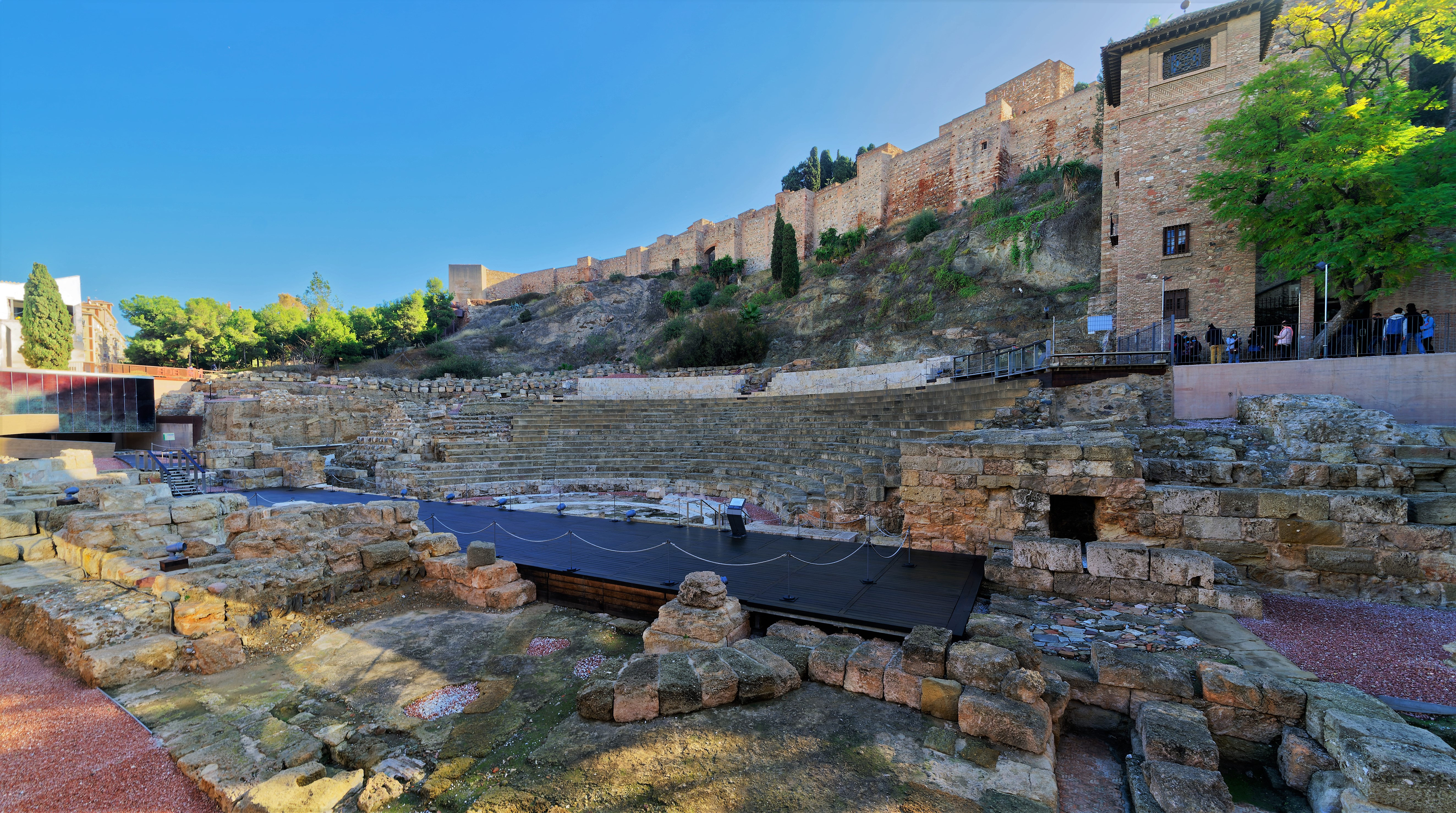
römisches Theater und Alcazaba

Die Alcazaba (Arab. القصبة, al-qaṣba „Zitadelle“) in Málaga, Spanien ist eine oberhalb der Stadt befindliche maurische Festungs- und Palastanlage (kasbah).

## Geschichte
Schon vor der Errichtung der Alcazaba existierten bereits einfache Befestigungsanlagen auf dem markanten Burgberg, der oberhalb der Stadt nach Osten ansteigt. Die wichtigste stammt aus dem 8. Jahrhundert und ist auf den Emir Abd ar-Rahman I. zurückzuführen. In dieser Zeit diente sie unter anderem als Gefängnis und wurde Gebel Ayros (phönizisch: „Burg der Stadt“) genannt. Die Alcazaba wurde Mitte des 11. Jahrhunderts vom Maurensultan Bādīs errichtet. Bādīs setzte seinen Enkel Tamīm ibn Buluggīn als Gouverneur Málagas ein, der nach dem Tod des Großvaters hier eine unabhängige Herrschaft zu errichten versuchte und deswegen mit seinem jüngeren Bruder 'Abdallāh ibn Buluggīn im Krieg lag. 'Abdallāh gelang es zwar, seinen Bruder bis auf den Besitz der Festung und damit der von ihr beherrschten Stadt Málaga zu besiegen, aber er überließ ihm die westlichen Gebiete seines Königreiches, damit diese nicht an die konkurrierenden 'Abbādiden fielen. Im Jahr 1092 wurde sie von den Almoraviden erobert; im Jahr 1146 übernahmen sie die Almohaden. Der Geograph al-Idrisi nannte sie Mitte des 12. Jahrhunderts auch "Jbel Faruk" („Berg des Leuchtturms“). Später kam die Burg in den Besitz der in Granada residierenden Emire des Nasridenreichs. Im Jahr 1487 eroberten die Truppen der Katholischen Könige Isabella I. von Kastilien und Ferdinand II. von Aragón nach mehr als dreimonatiger Belagerung die Burg.
Während der Belagerung durch Truppen Napoleon Bonapartes im frühen 19. Jahrhundert wurde die Festung teilweise zerstört und verlassen.

## Bauten
Zu Füßen der Burg befindet sich ein römisches Theater; seine Rückseite ist in den Fels integriert. Noch heute sind die rekonstruierten Mauern und einige Bollwerke der mittelalterlichen Festungsanlage erhalten; sie sind – in antik-römischer Tradition – aus abwechselnden Lagen von Ziegelsteinen und Bruchsteinen errichtet. Die Burg erhebt sich auf einem Höhenzug und ist mittels einer coracha (bewehrter Gang zwischen zwei Burgen oder einer Burg und einer Wasserstelle) mit dem Castillo de Gibralfaro, einer zweiten Burg, verbunden. Die coracha terrestre wurde vom Nasridenkönig Yusuf I. im 14. Jahrhundert erbaut, genauso wie auch die kleine Moschee im Inneren der Alcazaba. Hauptattraktionen sind jedoch mehrere rekonstruierte Bauteile im Maurischen Stil sowie Innenhöfe und Gärten.

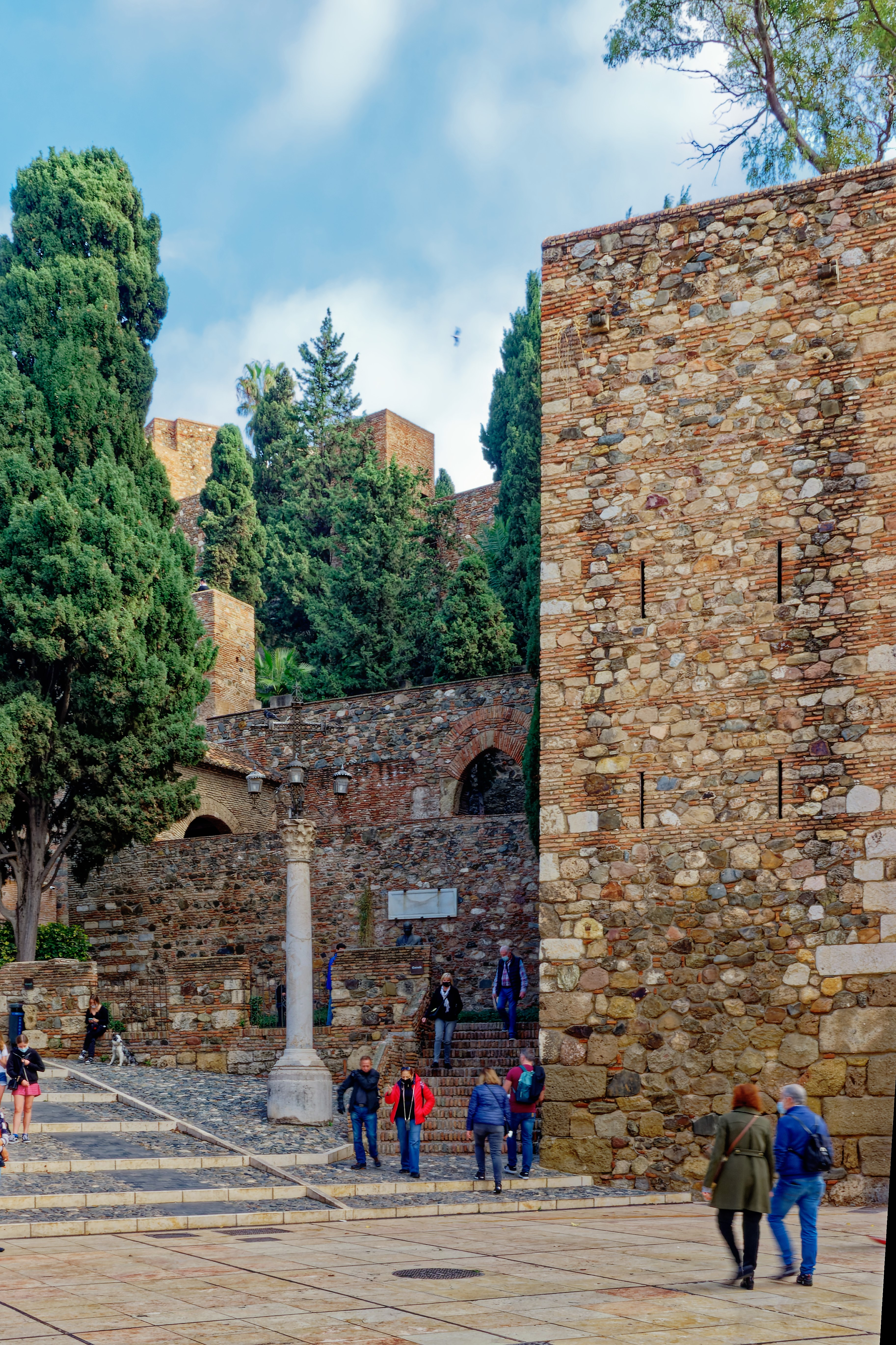
Aufgang zur Alcazaba
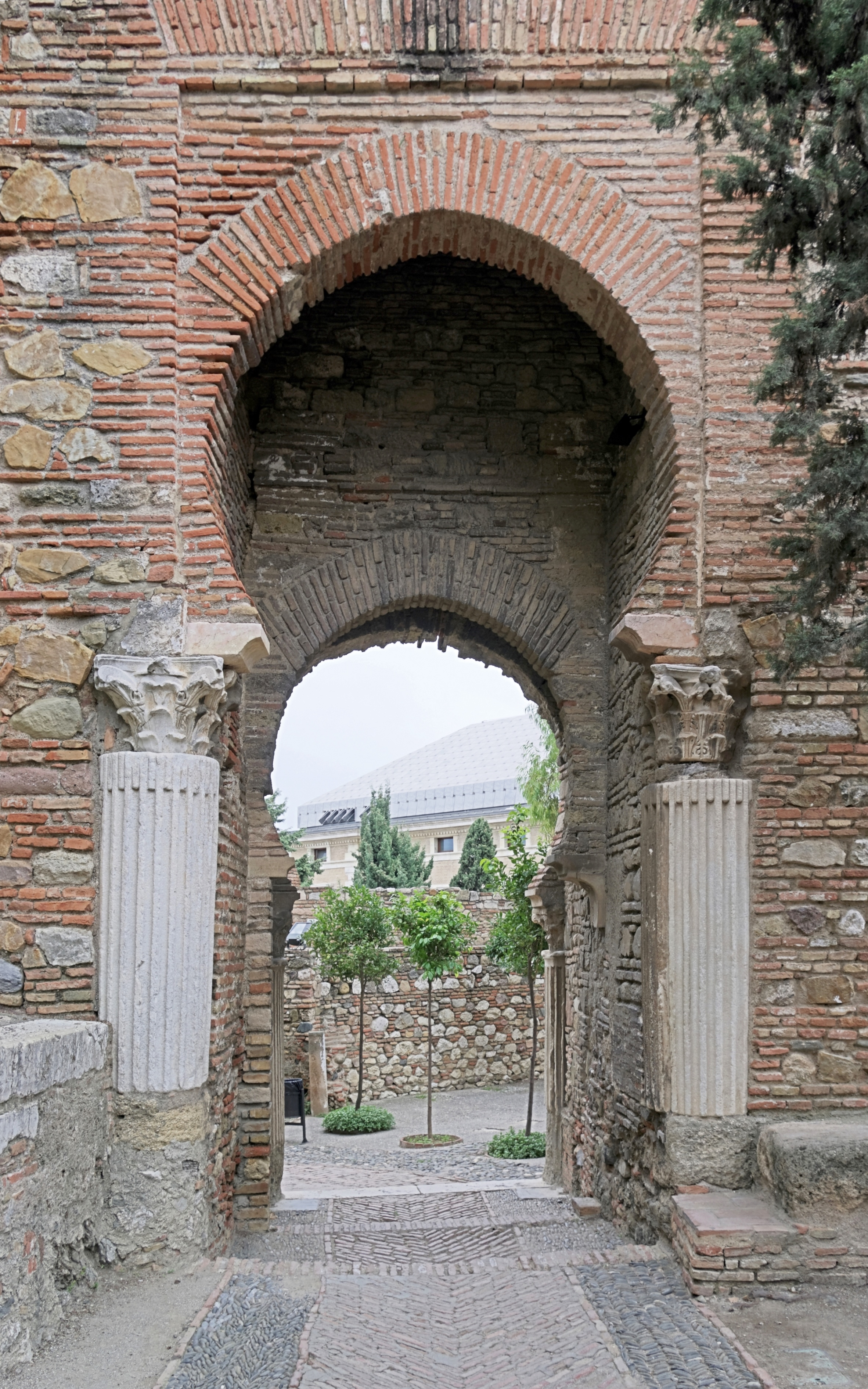
Tor mit Hufeisenbogen und römischen Spolien
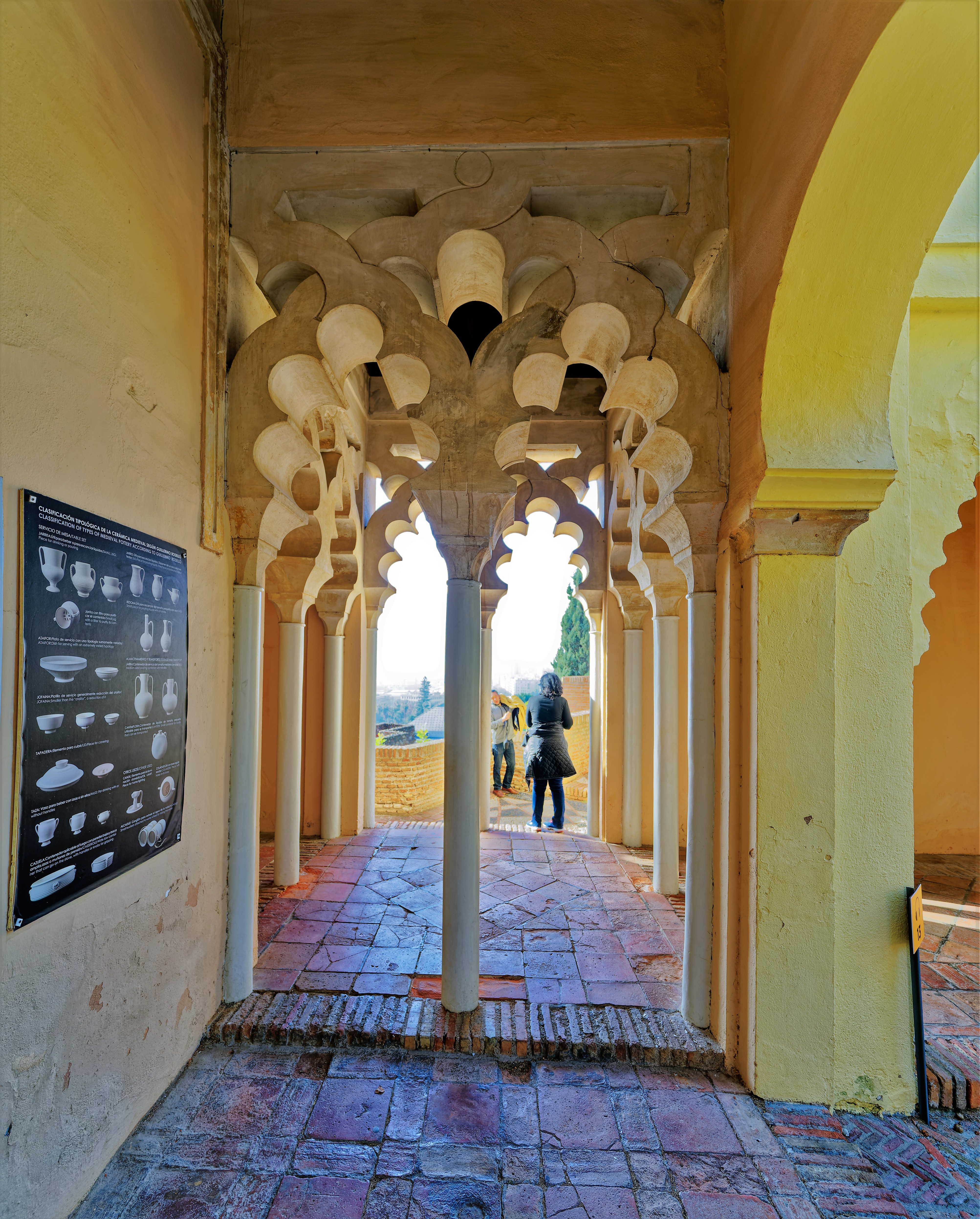
Vielpassbögen
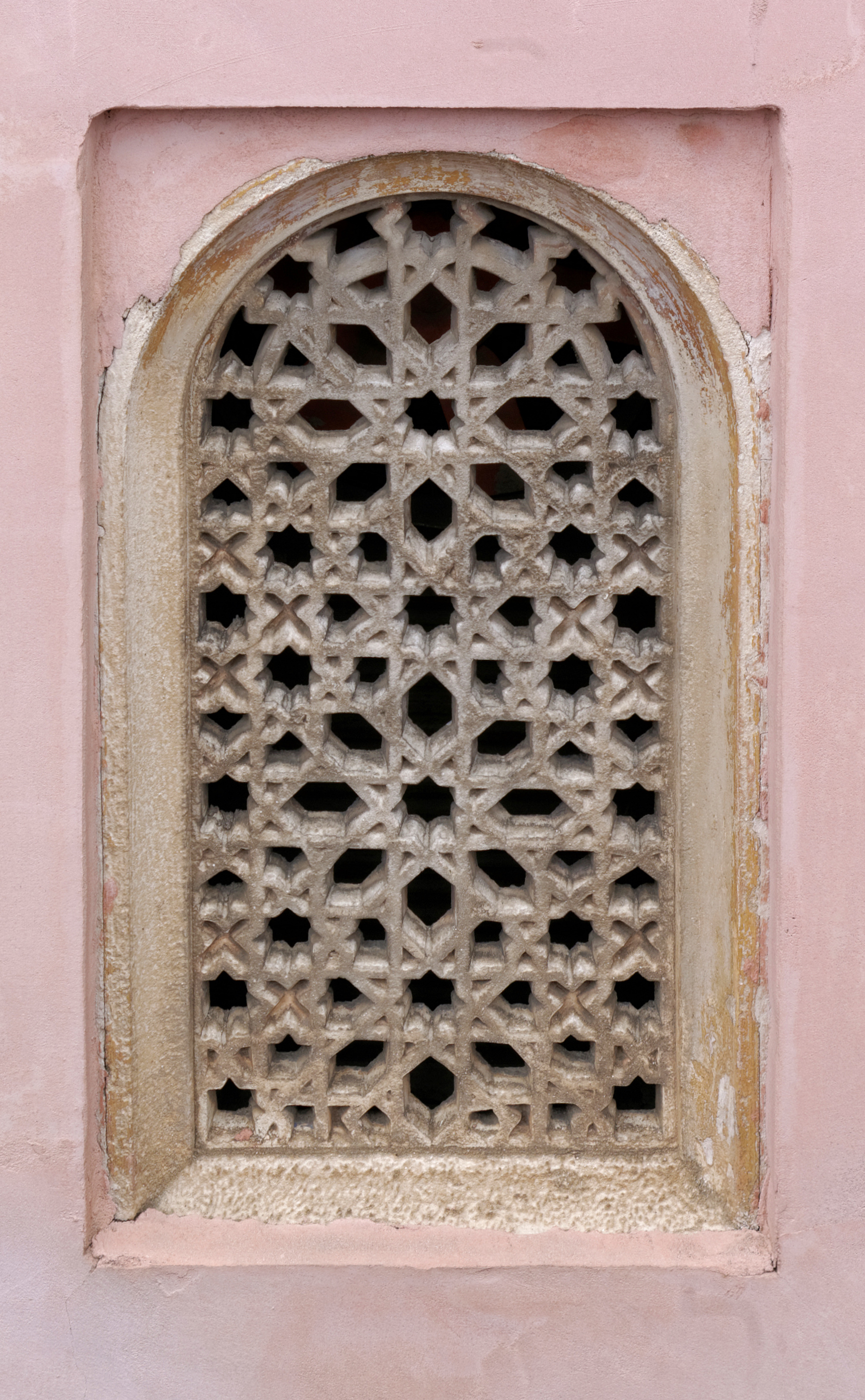
Steinernes Gitterfenster
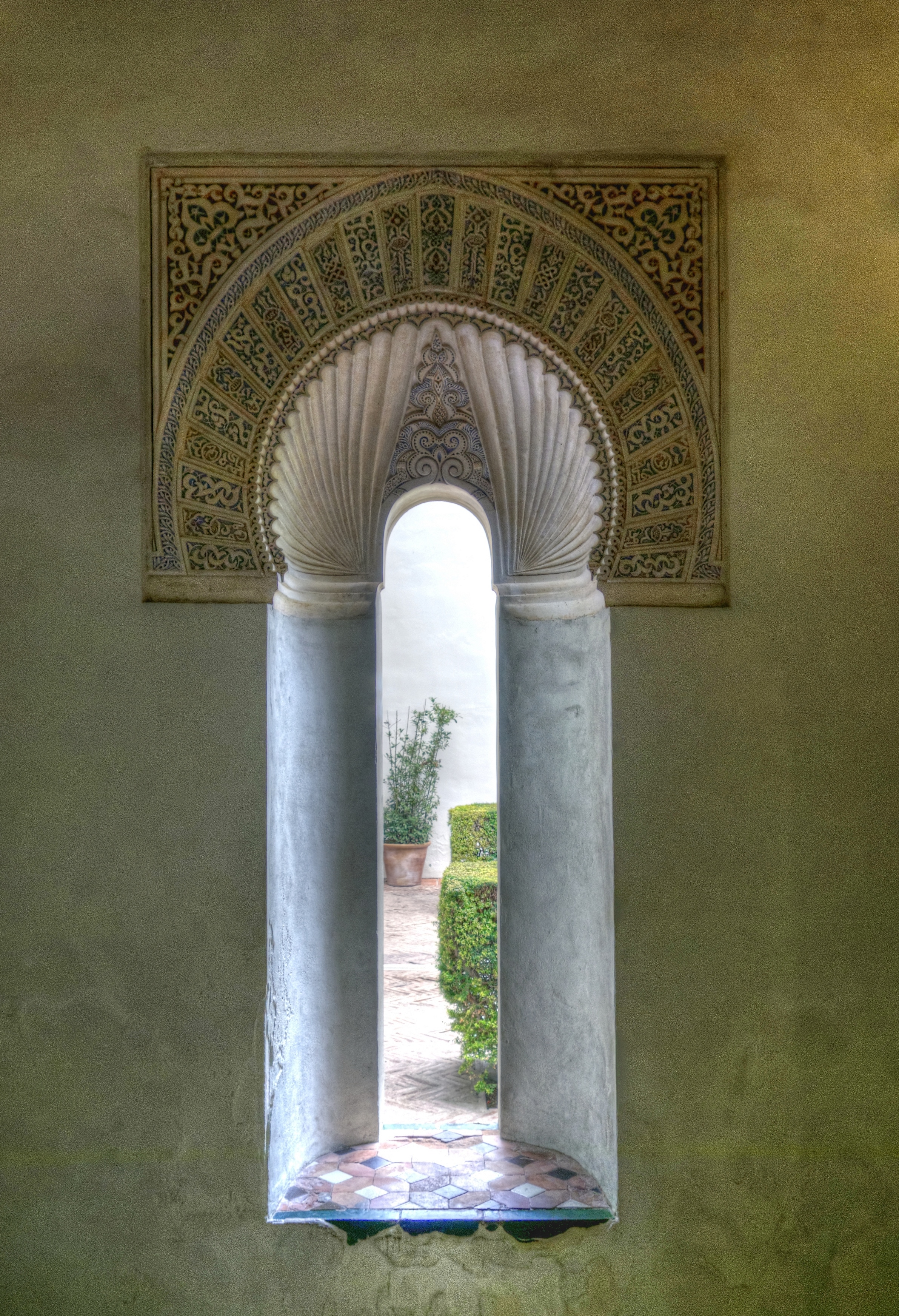
Fensteröffnung mit Alfiz-Rahmen
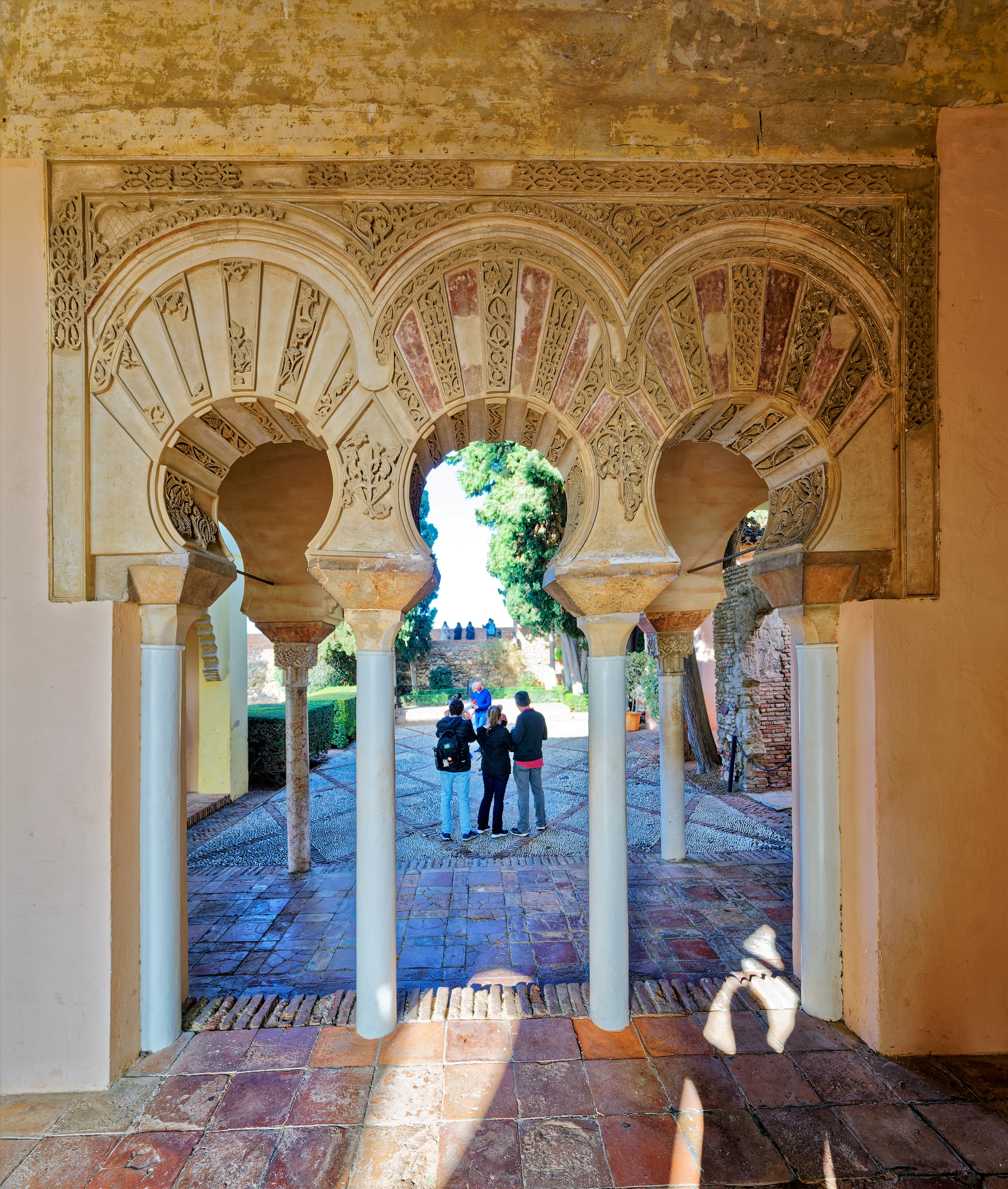
Hufeisenbögen mit maurischem Stuckdekor
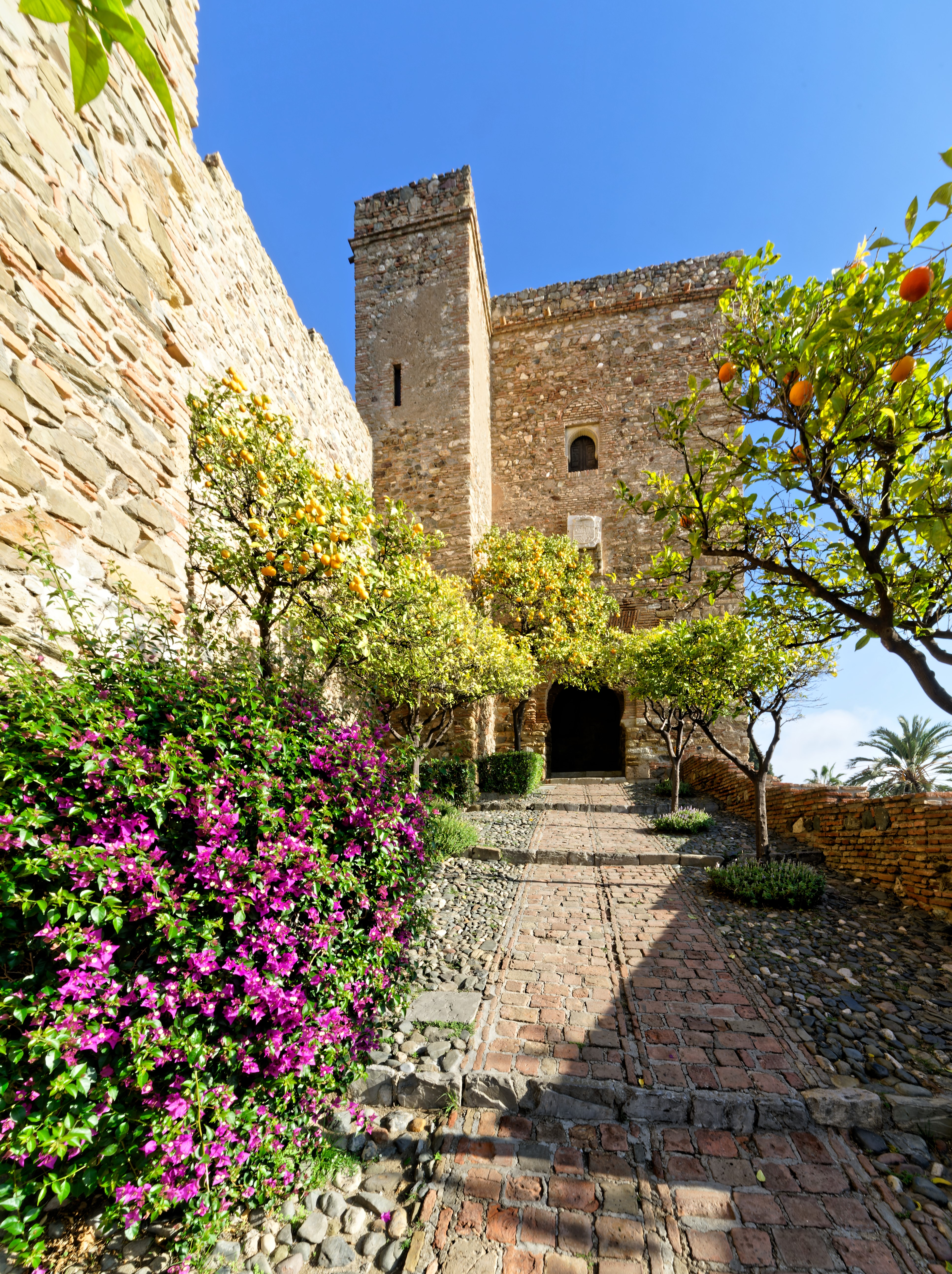
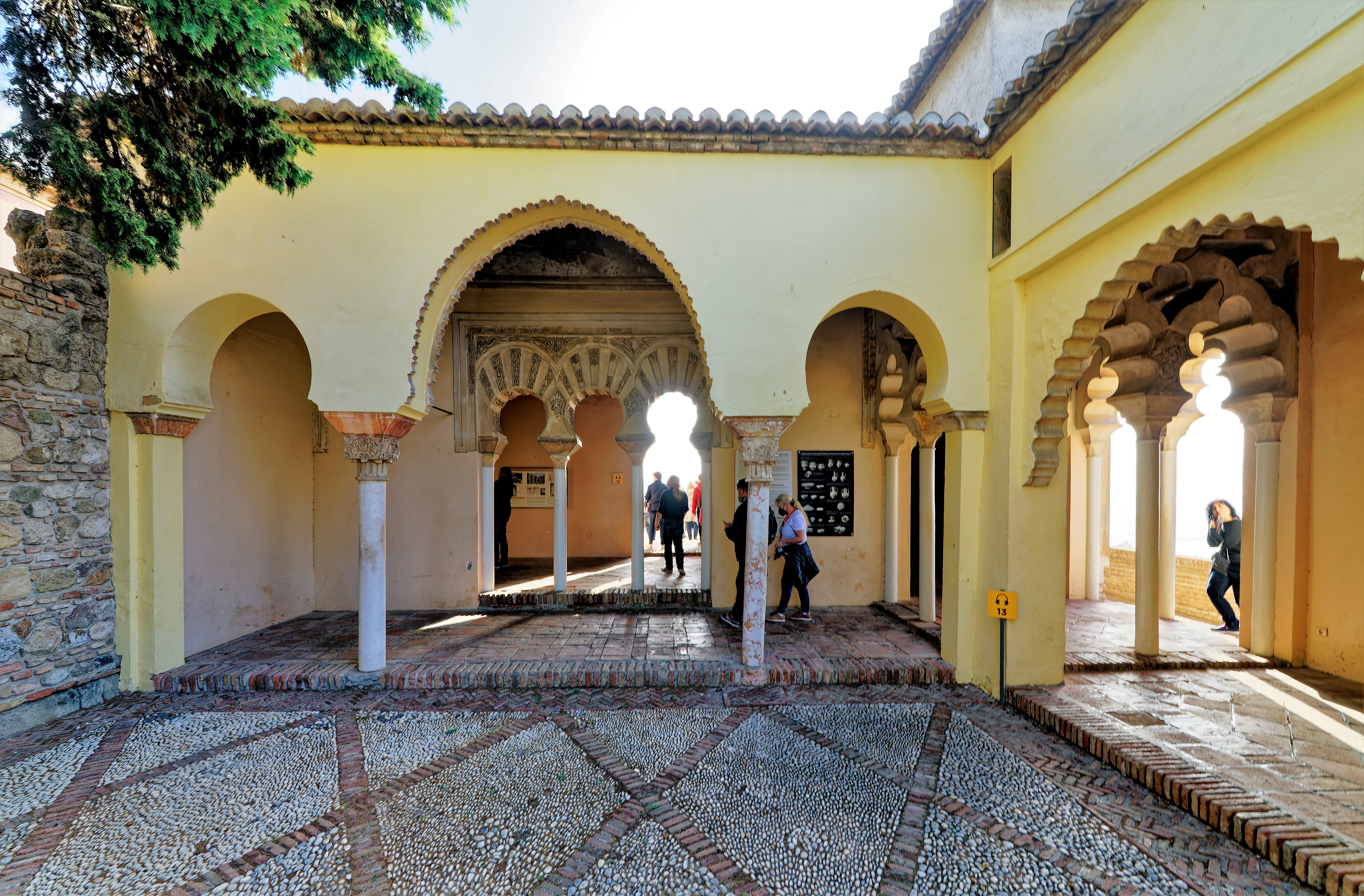
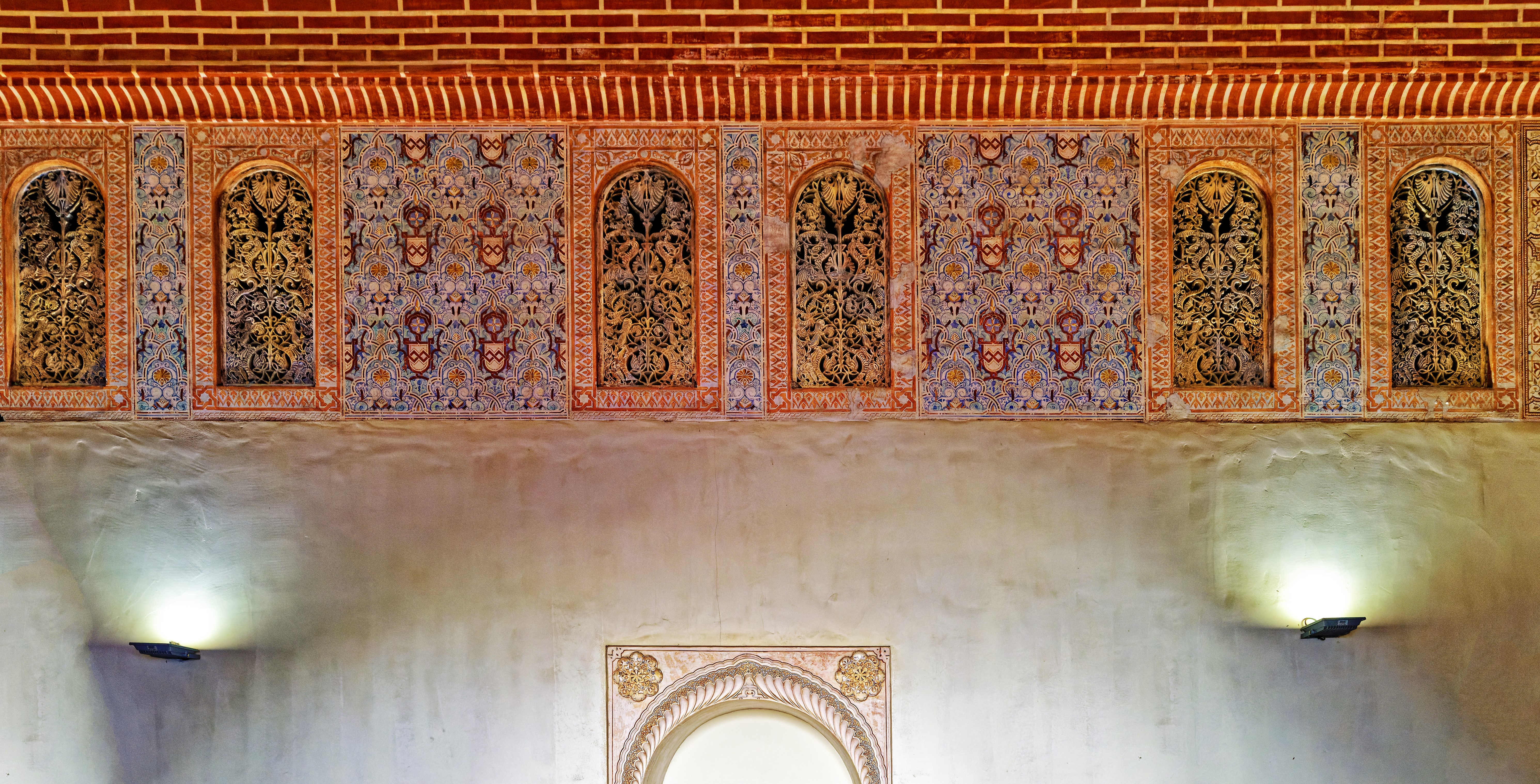

## Heutige Nutzung
Die Alcazaba war lange Jahre frei zugänglich; inzwischen wird eine Eintrittsgebühr erhoben. Die Räumlichkeiten innerhalb des Palastes werden für Sonderausstellungen genutzt. Der Rundgang entlang der Festungsmauern bietet zahlreiche freie Blicke über Málaga und den Hafen der Stadt.